# Agneau (liturgie)
Pour les articles homonymes, voir Agneau (homonymie).

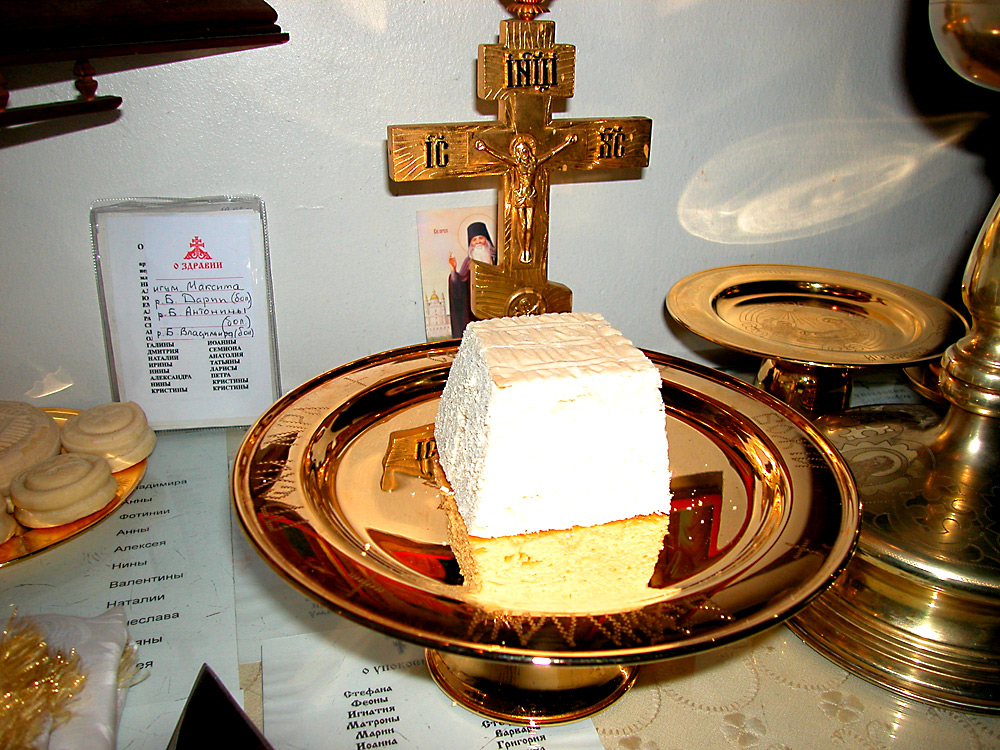
L'agneau (amnos - pain consacré) placé sur la patène lors de la proscomidie. À gauche, les autres prosphores qui seront utilisés lors de l'office.

L'agneau (grec ancien : άμνος, amnos, slavon d'église : Агнецъ, agnets) est, dans les Églises d'Orient — Églises orthodoxes et Églises catholiques de rite byzantin —, une portion de pain cubique découpée dans la prosphore. L'agneau est placé au centre de la patène (diskos). La prosphore, dans laquelle l'agneau est découpé, est un pain levé comportant deux couches symbolisant l'union hypostatique des deux natures, divine et humaine, dans le Christ. La prosphore doit être confectionnée à partir des farines les plus fines, de levain, d'eau et de sel et est marquée sur le dessus d'un sceau formant une croix grecque avec les lettres IC XC / NIKA, signifiant Jésus, Christ / Victorieux. Celles-ci signifient que, par sa mort sur la Croix et sa Résurrection, Jésus Christ a vaincu le péché et la mort. La partie de la prosphore ainsi marquée est découpée pour former l'Agneau.

## Liturgie de la préparation
Pour découper l'Agneau de la prosphore, le prêtre utilise l'épée qui rappelle la lance utilisée par le centurion Longin pour percer le flanc de Jésus au moment de sa mort. En découpant les quatre faces de l'agneau, le prêtre prononce les versets du Livre d'Isaïe (53:7-8) que l'évangéliste Philippe interprète comme une prophétie de la mort de Jésus sur la Croix. Lors de chaque découpe, le prêtre prononce :
- pour la face droite : « Semblable à un agneau qu'on mène à la boucherie, »
- pour la face gauche : « et à une brebis muette devant ceux qui la tondent, Il n'a point ouvert la bouche. »
- pour la face haute : « Il a été enlevé par l'angoisse et le châtiment ; »
- pour la face basse : « Et parmi ceux de sa génération, qui a cru »
- en séparant l'agneau de la prosphore : « qu'Il était retranché de la terre des vivants. »[1]

Puis il retourne l'Agneau et le découpe en croix sur presque toute sa hauteur, le laissant toutefois relié par la partie comportant le sceau. Ceci facilitera plus tard sa séparation après l'anaphore. Lors de cette opération, le prêtre dit : « Voici le sacrifice de l'Agneau de Dieu qui ôte les péchés du monde, donne la vie et le salut. »

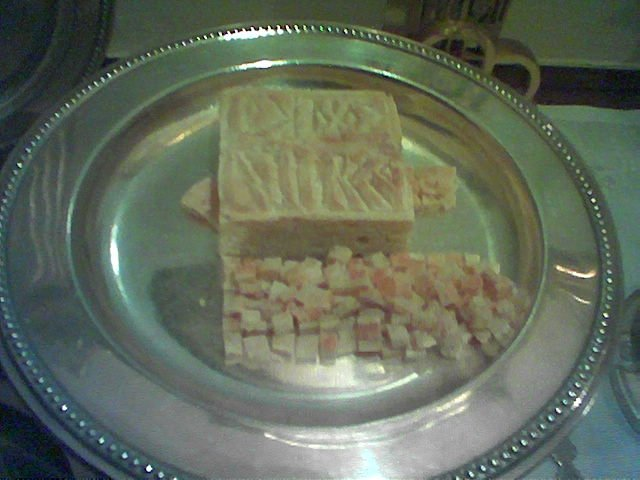
L'agneau et des parcelles de pain.

Il expose ensuite l'Agneau, le perce de l'épée sur sa face droite (la gauche du prêtre), au-dessous du sceau : « un des soldats lui perça le côté avec une lance et aussitôt il en sortit du sang et de l'eau. Celui qui l'a vu en a rendu témoignage et son témoignage est vrai. ».
Les parcelles de pain séparées de la prosphore font aussi partie de la Divine Liturgie. Elle commémorent Theotokos, les saints, les vivants et les défunts. Ces parcelles sont disposées sur la patène autour de l'Agneau. Un chapiteau de métal, l'astérisque est placé au-dessus de l'Agneau pour le protéger du voile posé au-dessus et qui le recouvrira jusqu'il soit déposé sur l'autel. Le prêtre encense ensuite l'aêr et en recouvre la patène et le calice. L'aër demeure en place jusqu'à la Grande Entrée, lorsque le pain et le vin sont portés à la Sainte Table pour la consécration.

## Communion
Lors de l'anaphore, seul l'Agneau est consacré. Les parcelles, selon la liturgie, demeurent à l'état de pain.
Pour la Communion, le prêtre divise l'Agneau en quatre parties, prolongeant jusqu'au sceau les entailles faites lors de la Liturgie de la Préparation. Le diacre dit : « Rompt, Maître, le Pain sacré ». En rompant le pain, le prêtre dit : « Rompons et distribuons l'Agneau du Seigneur ; rompu mais non désuni ; consommé mais jamais consumé ; bénis soient ceux qui le partagent. » Il dispose ensuite les quatre quartiers sur le bord de la patène pour former une croix où ils ne demeurent que peu de temps. La face supérieure portant l'inscription IC est déposée entièrement dans le calice, symbolisant l'unicité du Christ. Le diacre dit :« Remplit, Maître, la Sainte Coupe. » Alors qu'il place le pain dans le calice, le prêtre dit : « L'unicité du Saint Esprit. » La portion de l'Agneau portant l'inscription XC est coupée en morceaux avec lesquels le clergé communie. Les autres portions, portant les inscriptions NI et KA, sont partagées en petites parcelles ; placées dans le calice, elles servent à la Communion de l'assemblée des fidèles.

## Liturgie des présanctifiés
Au cours du Grand carême, on ne célèbre pas de Divine Liturgie les jours de semaine. Aussi, les mercredis et vendredis du Grand carême et du lundi au mercredi de la Semaine sainte, les fidèles reçoivent la communion d'Agneaux préalablement consacrés le dimanche précédent lors d'un office particulier appelé Liturgie des Saints Dons présanctifiés.

## Référence et Notes
- (en) Cet article est partiellement ou en totalité issu de l’article de Wikipédia en anglais intitulé « Lamb (liturgy) » (voir la liste des auteurs).

1. ↑  Traduction : Louis Segond, 1910.
2. ↑  Jean 19:34-35. Traduction Louis Segond, 1910.